# Ökostrombörse
Das Modell der Ökostrombörse wurde von der Arbeitsgemeinschaft Erneuerbare Energie Vorarlberg e.V. (AEEV) 2002 entwickelt.
Das Pilotprojekt im österreichischen Bundesland Vorarlberg konnte 2005 bereits 401 Ökostromkunden wie Privatpersonen, Kommunen und Unternehmen sowie 169 Ökostromproduzenten (KMUs) mit einer mittleren Jahresproduktion von 86.918.000 kWh erschließen.
Derzeit besteht die Absicht, ein Österreich weites, gemeinnütziges Netzwerk aufzubauen und die diesbezüglichen organisatorischen und verwaltungstechnischen Strukturen aufzubauen.
Die Innovation des Modells besteht in der Börsenfunktionalität. Mit der Ökostrombörse können Einzelpersonen, Kommunen und Regionen durch eine an ihren Stromverbrauch gekoppelte Mehrzahlung regional tätige Produzenten unterstützen oder sich an deren Anlagen beteiligen. So wird ein neuer Markt indiziert.
Ökostromproduzenten können ihr Produkt selbst bewerben und daraus direkt profitieren. Damit entsteht ein zusätzlicher und rein marktwirtschaftlich getriebener Anreiz zur Investition in Ökostromanlagen.

## Hintergrund
Ziel aller Länder ist es, den Anteil an Ökostrom zu erhöhen. Umweltpolitische Maßnahmen bedingen dabei die Forcierung der lokalen Ökostromproduktion. Die meisten europäischen Staaten sind deshalb dazu übergegangen, gesetzliche Einspeisetarife für die Ökostromproduktion zu garantieren. Diese sind, zum Teil aus Wettbewerbsgründen, fluktuierend und häufig geringer als die Kosten der Erzeugung; der Investitionsanreiz fehlt daher. Das Modell der Ökostrombörse eröffnet dem Produzenten die Möglichkeit seine eigene Produktion zu bewerben und daraus Mehrzahlungen zu erwirken. So soll mit der Ökostrombörse, neben der staatlichen Lenkung, ein privatwirtschaftliches Förderinstrument entstehen.

## Das Modell
Das Modell der Ökostrombörse wird als "Creative Commons Licence" geführt und laufend angepasst.
Das Modell beschreibt sich wie folgt:

### Zielsetzung
Die Ökostrombörse ist ein privatwirtschaftliches Instrument zur Stärkung der Ökostromproduktion und basiert auf verbrauchsabhängiger Mehrzahlung für Strom durch den Konsument.
Durch die Ökostrombörse werden Projekte und Anlagen forciert, die der Erzeugung von Strom aus erneuerbarer Energie dienen. Die Auswahl der förderfähigen Projekte und Anlagen erfolgt auf Antrag der Betreiber bei der Ökostrom-Monitoring-Stelle (unabhängige Organisation). Nach erfolgreicher Prüfung und Annahme notiert das Projekt oder die Anlage an der Ökostrombörse. Die Nachfrageintensität der Konsumenten bestimmt die Höhe der Förderung einer Anlage oder Projekt. Durch gemeinsame oder ergänzende Werbearbeit von Ökostromproduzenten, Stromhändler und Umweltorganisationen soll eine Bewegung für die Produktion von Strom aus erneuerbarer Energie entstehen, die durch die vermehrte Anwendung der Ökostrombörse einen aktiven Beitrag zum Klimaschutz leistet.

### Beteiligte im Modell
a) Als Konsument wird jene natürliche oder juristische Person bezeichnet, welche von einem Stromhändler ein von der regional zuständigen Ökostrom-Monitoring-Stelle zugelassenes Add-On-Produkt (Zusatzprodukt) für Ökostrom bezieht. Die damit verbundene Mehrzahlung auf Basis des Stromverbrauches wird zur Förderung der Ökostromproduktion verwendet. Hinsichtlich der Abrechnung des Add-On-Produkts schließt der Kunde eine Vereinbarung mit dem Stromhändler ab. Das Inkasso erfolgt durch den Stromhändler, die Zahlungen an die regionale Ökostrom-Monitoring-Stelle weitergeleitet und dort verwaltet.
b) Der Stromhändler beliefert den Kunden mit Strom und schließt im Auftrag und Namen der regionalen Öko Strombörse mit dem Kunden auch die Vereinbarung hinsichtlich des Add-On-Produkt für Ökostrom ab. Abrechnung und Inkasso der freiwilligen Aufzahlung des Kunden für das Add-On-Produkt erfolgt ebenfalls über die Stromrechnung des Stromhändlers. Der Stromhändler ist vertraglicher Kooperationspartner der regionalen Ökostrom-Monitoring-Stelle.
c) Betreiber sind natürliche oder juristische Person, welche ein Projekt zur Stärkung der Ökostromproduktion (Neu- und Ausbau, Revitalisierung) betreiben. Jeder Betreiber von Produktionsanlagen zur Herstellung von Ökostrom bzw. von Anlagen zur Stromverbrauchsreduzierung ist berechtigt, einen Antrag zur Aufnahme in die Ökostrombörse bei der regional zuständigen Ökostrom-Monitoring-Stelle zu stellen. Der Antrag erfolgt über den Stromhändler mit der Betreibervereinbarung. Die Kriterien zur Aufnahme von Betreibern von Ökostromanlagen in die Ökostrombörse sind: 1) eine gesetzlich anerkannte Ökostromanlage und 2) eine Vereinbarung mit einem Stromhändler, welcher auch Ökostrom-Lizenznehmer ist oder der Ökostrombilanzgruppe angehört.
d) Die regionale Ökostrom-Monitoring-Stelle ist eine Organisation, welche unabhängig und auf den Gemeinnutzen orientiert die finanziellen Beiträge der Kunden verwaltet, das Angebot und die Nachfrage registriert, sowie die Förderzahlungen abhängig von der Nachfrage der Kunden und der verfügbaren Projekte und Anlagen nach transparenten, veröffentlichten Kriterien zuteilt. Weiters berät sie Stromhändler und Betreiber in der Anwendung der Ökostrombörse.

### Ablauforganisation Ökostrombörse
Mittelfluss: Die zwischen dem Kunden und der regionalen Öko Strombörse frei vereinbarte Mehrzahlung auf Basis des Stromverbrauchs wird mit der allgemeinen Stromabrechnung des Stromhändlers in Rechnung gestellt. Der Stromhändler leitet die Mehrzahlungen ohne jeden Abzug an die regionale Ökostrom-Monitoring-Stelle weiter. Dieses leitet entsprechend der Vereinbarung mit den Konsumenten und der transparenten und veröffentlichten Kriterien die freiwilligen Mehrzahlungen abzüglich des Verwaltungsaufwands (maximal 20 %) an die Betreiber weiter.
Werbemaßnahmen für das Ökostrom Add-On-Produkt: Der Stromhändler bietet das Add-On-Produkt für Ökostrom allen Kunden für alle Stromanwendungsarten bei allen seinen Formen der Kundeninformation an. Auch die Betreiber können Kunden für das Add-On-Produkt eines Stromhändlers einwerben und selbst davon profitieren.

### Lizenzbedingungen
Die Öko Strombörse wurde von der ARGE Erneuerbare Energie Vorarlberg (AEEV) entwickelt und die Wortbildmarke wurde von ihr patentrechtlich geschützt (Reg: AM8510). Die Urheber und der Rechteinhaber (AEEV) stellen das Modell Öko Strombörse (Marke und Geschäftsmodell) jeder natürlichen und juristischen Person zur Nutzung unter einer Creative Commons Lizenz zur Verfügung. Die zugrundeliegende Creative Commons Lizenz gestattet eine Anpassung der Lizenzvereinbarung an regionale Erfordernisse. So bleibt das Modell der Öko Strombörse auch dann gültig, wenn Begrifflichkeiten im Text auf lokale Umstände angepasst werden, der Sinn jedoch erhalten bleibt (z. B.: Anbieter – Stromhändler). Mit der freien Nutzung unter gleichen Bedingungen will der Lizenzgeber (AEEV) eine stärkere Verbreitung, eine laufende Weiterentwicklung und eine Nutzungssteigerung für die Konsumenten und Vertreiber des Produktes erreichen. Je größer die Verbreitung, desto größer das Angebot an Ökostromanlagen zur Förderung durch Ökostromkonsumenten.
Die Anwendung des Modells Ökostrombörse und die Verwendung der Wortbildmarke der Öko Strombörse unterliegen der Creative Commons Lizenz.